# Propriedades extensivas e intensivas
Propriedades extensivas ou intensivas, em física e química, são as propriedades físicas de materiais e sistemas. Sua classificação como extensivas ou intensivas varia de acordo com a forma como a propriedade muda quando o tamanho (ou extensão) do sistema é alterado. Segundo a IUPAC, uma quantidade intensiva é aquela cuja magnitude é independente do tamanho do sistema, enquanto uma quantidade extensa é aquela cuja magnitude é aditiva para subsistemas.